# Cot Seunong
Cot Seunong is een bestuurslaag in het regentschap Aceh Besar van de provincie Atjeh, Indonesië. Cot Seunong telt 276 inwoners (volkstelling 2010).